# Codalithia subtilis
Codalithia subtilis är en fjärilsart som beskrevs av Holloway 1979. Codalithia subtilis ingår i släktet Codalithia och familjen nattflyn. Inga underarter finns listade i Catalogue of Life.